# Convoluta lacazii
Convoluta lacazii är en plattmaskart som beskrevs av Graff 1891. Convoluta lacazii ingår i släktet Convoluta och familjen Convolutidae. Inga underarter finns listade i Catalogue of Life.